# Emily the Strange
Emily the Strange (czasami nazywana również Emily Strange) jest wymyśloną postacią kontrkultury, "stworzoną" przez Roba Regera i jego firmę Cosmic Debris Etc. Inc. Od października 2007 r. serię komiksową z jej udziałem publikuje po polsku wydawnictwo Nasza Księgarnia.

## Historia
Zanim stała się produktem, Emily pojawiła się na naklejce darmówce rozprowadzanej na koncertach, w sklepach z płytami i skate shopach w celu promowania Cosmic Debris - linii ubraniowej stworzonej przez deskorolkarza Roba Regera i kierowcę wyścigowego Matta Reeda. Przyjaciel Rogera - Nathan Carrico – zaprojektował Emily w 1991 roku dla firmy deskorolkowej z Santa Cruz, gdzie narodziła się Cosmic Debris. W garażu w Santa Cruz Reger stworzył projekty, które wraz z Mattem Reedem wprowadził na wybiegi mody pod postacią projektów na koszulki, które w pełni oddawały istotę tajemniczej dziewczynki z czterema czarnymi kotami.

## Opis postaci
Emily jest drobną, 13-letnią dziewczynką o wyjątkowo bladej karnacji. Ma czarne włosy z grzywką, nosi czarną, krótką sukienkę z czarnymi rajstopami oraz wielkie białe buty. Wygląd i zachowanie postaci mogłoby być porównane do tych posiadanych przez Wednesday Addams (Rodzina Addamsów). Jej ulubionym powiedzeniem jest "Get lost!" (w wolnym tłumaczeniu 'Spadaj!').
Emily towarzyszą wszechobecne cztery czarne koty. Ich imiona to Mystery, Miles, Sabbath, Nee-Chee. Mystery jest szefową paczki i trzyma się najbliżej Emily. Ma najbardziej mroczny "miałk", urodziła się 13 maja, ale nikt nie wie ile lat temu. Uwielbia drzemki, z których nienawidzi być budzona. Można ją łatwo rozpoznać po oku w kształcie gwiazdy, jak i po gwieździe na kołnierzyku. Miles urodził się burzowego 13 kwietnia. Wie jak doprowadzić plan do czynu, jest najszybszym kotem w mieście. Zawsze zostawia znak w miejscu bitwy - taki sam jak znak po jego straconym w walce oku (krzyżyk). Sabbath trzyma się z tyłu, szuka kłopotów - ma wyszczerbione w walce prawe ucho. Jako najmłodszy członek oddziału, urodzony 3 grudnia, nadużywa słowa "dude" (w wolnym tłumaczeniu 'koleś'). Nee-Chee jest myślicielem. Urodzony 25 sierpnia jest doskonałym włamywaczem dzięki swoim 6 palczastym łapom. Jest jedynym członkiem ekipy, który nie jest całkowicie czarny - koniuszek jego ogona jest pokryty białymi paskami.